# Nikandra (imię)
Nikandra – imię żeńskie pochodzenia greckiego, złożone z członów Nike - ("zwycięstwo") i andros - ("lud"). Odpowiednik męskiego imienia Nikander.
Nikandra imieniny obchodzi 15 marca, 17 czerwca i 7 listopada.